# Митар Радусиновић
Митар Радусиновић (Спуж, код Даниловграда, 21. октобар 1912 – 9. октобар 1975) био је учесник Народноослободилачке борбе и народни херој Југославије.

## Биографија
Родио се 21. октобра 1912. године у Спужу код Даниловграда у сељачкој породици. Као дете са породицом се одселио у Дубовик код Пећи. Основну школу и гимназизију завршио је у Пећи. Као ученик пришао је радничком покрету, а у КПЈ примљен је 1932. године. Учествовао је у многим протестима против власти, због чега је често хапшен. Због ширења покрета у Метохији 1935. године био је ухапшен и осуђен на 18 месеци затвора. Када је изашао из затвора хтео је да се прикључи борцима у Шпанском грађанском рату, али је код петровца на Мору ухапшен и одведен у затвор. После демонстрација у Пећи поново је затворен, али овај пут злогласној Главњачи, а затим у затворима на Ади Циганлији, Пожаревцу, Панчеву и др.
Капитулација Југославије га је затекла у Пећи. Као члан Среског комитета КПЈ био је веома активан у припремама за оружану борбу. Руководио је свим акцијама на простору Косова и Метохије у току 1942. године која је била најтежа за илегални рад. једно време је радио у Ђаковици на ширењу пропагандног материјала, а затим се по задатку пребацио у Црну Гору како би успоставио везу са покрајинским комитетом КПЈ за Црну Гору. Ухапшен је почетком 1943. године и интерниран у логор „Портомано” у Драчу у Албанији. Након Капитулације Италије са осталим интернирцима успео је да побегне и да се повеже са борцима народноослободилачког покрета.
Истакао се у многим борбама против Немаца, Бугара, балиста. Био је вешт руководилац и истински борац који је обављао многе одговорне дужности. Био је заменик комесара Прве македонско-косовске бригаде, политички комесар Корпуса народне одбране Југославије за Косово и Метохију и на многим другим дужностима. Преминуо је 23. јануара 1975. године.
Указом председника ФНР Југославије Јосипа Броза Тита, 9. октобра 1953. године, проглашен је за народног хероја.